# 子宮腺筋症
子宮腺筋症（しきゅうせんきんしょう、英: Adenomyosis）は、子宮内の膜が子宮壁に増殖する疾患である。症状には、痛みと重い月経があげられるが、人によっては症状が無い場合がある。その他の症状には、慢性骨盤痛や性交痛などがあげられる。合併症には、不妊症などがあげられ、子宮内膜症を伴うことがよくある
原因は不明である。危険因子には、肥満、経口避妊薬、帝王切開、過去の妊娠、拡張と掻爬などがあげられる。根本的な機序には、子宮内部やミュラー官組織内部の損傷や修復があげられる。診断は、疑われる症状に基づいておこなわれ、超音波、MRI、生検によって確認される。子宮の狭範囲または広範囲に病変みられる場合がある。子宮が肥大することがよくあるが、悪性腫瘍ではない。
非ステロイド性抗炎症薬、経口避妊薬、IUD、ダナゾールの使用によって症状が改善される場合がある。手術的治療の選択肢には、子宮動脈塞栓術、子宮内膜アブレーション、子宮筋腫核出術などがあげられる。これ以上子供を望まない人には、子宮の外科的切除などの選択肢がある。
子宮腺筋症は、推定20％から35%の女性が罹患している。一般的に生殖年齢時に最も発生し、40代の時に診断されることが多い。この疾患は1830年代にドイツの病理学者であるカール・フォン・ロキタンスキーによって最初に説明された。この用語は「線」を意味する「adenos」、「筋肉」を意味する「myo」、「状態」を意味する「osis」からきている。